# Leichtathletik-Balkan-Hallenmeisterschaften 2022
Die 27. Leichtathletik-Balkan-Hallenmeisterschaften fanden am 5. März 2022 im türkischen Istanbul statt.

## Ergebnisse Männer

### 60 m
| Platz | Athlet              | Land | Zeit (s) |
| ----- | ------------------- | ---- | -------- |
| 1     | Kayhan Özer         | TUR  | 6,64 PB  |
| 2     | Aleksa Kijanović    | SRB  | 6,66 NR  |
| 3     | Markus Fuchs        | UKR  | 6,68     |
| 4     | Petre Rezmiveş      | ROU  | 6,77     |
| 5     | Mustafa Kemal Ay    | TUR  | 6,79     |
| 6     | Francesco Sansovini | SMR  | 6,80     |
| 7     | Hajrudin Vejzović   | BIH  | 6,81     |
| 8     | Slawi Mutafow       | BUL  | 6,81     |

### 400 m
| Platz | Athlet          | Land | Zeit (s) |
| ----- | --------------- | ---- | -------- |
| 1     | İlyas Çanakçı   | TUR  | 46,58 PB |
| 2     | İsmail Nezir    | TUR  | 46,76 PB |
| 3     | Mihai Dringo    | ROU  | 46,79 PB |
| 4     | Boško Kijanović | SRB  | 47,20    |
| 5     | Luka Janežič    | SVN  | 47,26    |
| 6     | Jakov Vuković   | CRO  | 47,79 PB |
| 7     | Franko Burraj   | ALB  | 48,08    |
| 8     | Marko Orešković | CRO  | 48,19    |

### 800 m
| Platz | Athlet              | Land | Zeit (min) |
| ----- | ------------------- | ---- | ---------- |
| 1     | Abedin Mujezinović  | BIH  | 1:50,88    |
| 2     | Salih Teksöz        | TUR  | 1:51,01 SB |
| 3     | Christos Kotitsas   | GRC  | 1:51,75    |
| 4     | Christos Dimitriou  | CYP  | 1:51,93    |
| 5     | Tamer Sakar         | TUR  | 1:52,28    |
| 6     | Astrit Kryeziu      | KOS  | 1:52,78    |
| 7     | Georgios Matzaridis | GRC  | 1:52,98 PB |
| 8     | Cristian Taut       | ROU  | 1:53,19 SB |

### 1500 m
| Platz | Athlet                 | Land | Zeit (min) |
| ----- | ---------------------- | ---- | ---------- |
| 1     | Mehmet Çelik           | TUR  | 3:45,65    |
| 2     | Jerwand Mkrttschjan    | ARM  | 3:46,05 SB |
| 3     | Nicolae Coman          | ROU  | 3:47,16 PB |
| 4     | Panagiotis Petroulakis | GRC  | 3:48,57 PB |
| 5     | Marcel Tobler          | AUT  | 3:48,80 PB |
| 6     | Bruno Belčić           | CRO  | 3:51,56 PB |
| 7     | Bahri Doğru            | TUR  | 3:52,18    |

### 3000 m
| Platz | Athlet             | Land | Zeit (min) |
| ----- | ------------------ | ---- | ---------- |
| 1     | Vid Botolin        | SVN  | 7:57,98 PB |
| 2     | Dario Ivanovski    | MKD  | 7:58,48 NR |
| 3     | Murat Emektar      | TUR  | 8:00,18 PB |
| 4     | Marios Anagnostou  | GRC  | 8:00,41 PB |
| 5     | Ayetullah Aslanhan | TUR  | 8:00,94 PB |
| 6     | Markos Gourlias    | GRC  | 8:01,80 PB |
| 7     | Sebastian Frey     | AUT  | 8:10,27    |
| 8     | Matija Rizmal      | SVN  | 8:16,21 PB |

### 60 m Hürden
| Platz | Athlet            | Land | Zeit (s) |
| ----- | ----------------- | ---- | -------- |
| 1     | Alin Anton        | ROU  | 7,77     |
| 2     | Mikdat Sevler     | TUR  | 7,78     |
| 3     | Luka Trgovčević   | SRB  | 7,87     |
| 4     | Furkan Aktaş      | TUR  | 7,90 SB  |
| 5     | Hrvoje Čukman     | CRO  | 8,02     |
| 6     | Darko Pešić       | MNE  | 8,21     |
| 7     | Michail Kiafas    | GRC  | 8,22     |
| 8     | Ioannis Kamarinos | GRC  | 8,25     |

### 4 × 400 m Staffel
| Platz | Land         | Athleten                                                                          | Zeit (min) |
| ----- | ------------ | --------------------------------------------------------------------------------- | ---------- |
| 1     | Rumänien     | Remus Niculiță Mihai Dringo Denis Toma Robert Parge                               | 3:10,36 NR |
| 2     | Slowenien    | Gregor Grahovac Rok Ferlan Lovro Mesec Košir Luka Janežič                         | 3:10,47 NR |
| 3     | Türkei       | Muhammet Avcıoğlu Oğuzhan Kaya İsmail Nezir İlyas Çanakçı                         | 3:10,76 NR |
| 4     | Griechenland | Charidimos Xenidakis Panagiotis Petroulakis Georgios Matzaridis Christos Kotitsas | 3:29,48    |

### Hochsprung
| Platz | Athlet                  | Land | Höhe (m) |
| ----- | ----------------------- | ---- | -------- |
| 1     | Božidar Marković        | SRB  | 2,15     |
| 2     | Andonis Merlos          | GRC  | 2,15     |
| 3     | Andreas Steinmetz       | AUT  | 2,10     |
| 4     | Martin Mlinarić         | CRO  | 2,10     |
| 5     | Lionel Afan Strasser    | AUT  | 2,10     |
| 5     | Sandro Jeršin Tomassini | SVN  | 2,10     |
| 7     | Dan Lăzărică            | ROU  | 2,05     |
| 8     | Boschidar Sarabojukow   | BUL  | 2,05     |
| 8     | Grigorios Chasos        | GRC  | 2,05     |

### Stabhochsprung
| Platz | Athlet               | Land | Höhe (m) |
| ----- | -------------------- | ---- | -------- |
| 1     | Riccardo Klotz       | AUT  | 5,50     |
| 2     | Ioannis Rizos        | GRC  | 5,45 PB  |
| 3     | Robert Renner        | SVN  | 5,45     |
| 4     | İlkay Aydemir        | TUR  | 5,30 PB  |
| 5     | Petros Haziou        | GRC  | 5,20     |
| 6     | Zeki Cem Tenekebüken | TUR  | 5,10     |
| 7     | Ewgeni Enew          | BUL  | 5,00     |
| 8     | Dacian Costea        | ROU  | 4,80     |

### Weitsprung
| Platz | Athlet                | Land | Weite (m) |
| ----- | --------------------- | ---- | --------- |
| 1     | Izmir Smajlaj         | ALB  | 7,79 SB   |
| 2     | Marko Čeko            | CRO  | 7,71      |
| 3     | Andreas Trajkovski    | MKD  | 7,62      |
| 4     | Muammer Demir         | TUR  | 7,55      |
| 5     | Boschidar Sarabojukow | BUL  | 7,55 PB   |
| 6     | Batschana Chorawa     | GEO  | 7,50 SB   |
| 7     | Vasilios Martinakis   | GRC  | 7,45      |
| 8     | Marian Tănase         | ROU  | 7,19      |

### Dreisprung
| Platz | Athlet                 | Land | Weite (m) |
| ----- | ---------------------- | ---- | --------- |
| 1     | Lewon Aghasjan         | ARM  | 16,26     |
| 2     | Nikolaos Andrikopoulos | GRC  | 16,16     |
| 3     | Batuhan Çakır          | TUR  | 16,16 PB  |
| 4     | Dimitris Tsiamis       | GRC  | 15,66     |
| 5     | Jan Luxa               | SVN  | 15,63     |
| 6     | Dimitar Taschew        | BUL  | 15,22     |
| 7     | Ali Çolak              | TUR  | 15,15     |
|       | Marian Petre           | ROU  | NM        |

### Kugelstoßen
| Platz | Athlet              | Land | Weite (m) |
| ----- | ------------------- | ---- | --------- |
| 1     | Giorgi Mudscharidse | GEO  | 20,22     |
| 2     | Veljko Nedeljković  | SRB  | 18,71     |
| 3     | Marius Musteata     | ROU  | 18,09     |
| 4     | Nuh Bolat           | TUR  | 17,69     |
| 5     | Hasan Saygi         | TUR  | 16,94     |

## Ergebnisse Frauen

### 60 m
| Platz | Athletin                  | Land | Zeit (s) |
| ----- | ------------------------- | ---- | -------- |
| 1     | Olivia Fotopoulou         | CYP  | 7,35 =PB |
| 2     | Milana Tirnanić           | SRB  | 7,37     |
| 3     | Marina Andreea Baboi      | ROU  | 7,44     |
| 4     | Nikol Andonowa            | BUL  | 7,44 PB  |
| 5     | Maria Gatou               | GRC  | 7,50     |
| 6     | Artemis-Melina Anastasiou | GRC  | 7,50     |
| 7     | Maria Mihalache           | ROU  | 7,53     |
| 8     | Melike Malkoc             | TUR  | 7,67     |

### 400 m
| Platz | Athletin            | Land | Zeit (s) |
| ----- | ------------------- | ---- | -------- |
| 1     | Anita Horvat        | SVN  | 52,98    |
| 2     | Susanne Walli       | AUT  | 53,59    |
| 3     | Mirela Lavric       | ROU  | 54,62 SB |
| 4     | Andriana Ferra      | GRC  | 54,89    |
| 5     | Veronika Drljačić   | CRO  | 55,27    |
| 6     | Maria-Myrta Argyrou | GRC  | 55,60    |
| 7     | Nevin İnce          | TUR  | 55,66    |
| 8     | Ecem Ece            | TUR  | 56,23    |

### 800 m
| Platz | Athletin            | Land | Zeit (min) |
| ----- | ------------------- | ---- | ---------- |
| 1     | Tuğba Toptaş        | TUR  | 2:05,51 PB |
| 2     | Cristina Bălan      | ROU  | 2:05,77 PB |
| 3     | Caroline Bredlinger | AUT  | 2:07,76 PB |
| 4     | Liljana Georgiewa   | BUL  | 2:08,30    |
| 5     | Petja Klojčnik      | SVN  | 2:08,91    |
| 6     | Ekaterini Koutli    | GRC  | 2:11,98 PB |
| 7     | Polina Todorowa     | BUL  | 2:12,16    |
| 8     | Hana Grobovšek      | SVN  | 2:12,59    |

### 1500 m
| Platz | Athletin                    | Land | Zeit (min) |
| ----- | --------------------------- | ---- | ---------- |
| 1     | Şilan Ayyıldız              | TUR  | 4:12,78 PB |
| 2     | Luiza Gega                  | ALB  | 4:13,25    |
| 3     | Lenuța Simiuc               | ROU  | 4:16,09    |
| 4     | Gresa Bakraqi               | KOS  | 4:24,10 NR |
| 5     | Koraini-Anthi Kiriakopoulou | GRC  | 4:25,24 PB |
| 6     | Damla Çelik                 | TUR  | 4:25,82 PB |
| 7     | Maria Talida Sfârghiu       | ROU  | 4:35,88    |

### 3000 m
| Platz | Athletin            | Land | Zeit (min) |
| ----- | ------------------- | ---- | ---------- |
| 1     | Luiza Gega          | ALB  | 9:15,11    |
| 2     | Emine Hatun Mechaal | TUR  | 9:15,33    |
| 3     | Ancuța Bobocel      | ROU  | 9:17,89    |
| 4     | Özlem Alıcı         | TUR  | 9:19,48 SB |
| 5     | Anastasia Marinakou | GRC  | 9:22,65    |
| 6     | Marinela Ninewa     | BUL  | 9:44,77 PB |

### 60 m Hürden
| Platz | Athletin             | Land | Zeit (s) |
| ----- | -------------------- | ---- | -------- |
| 1     | Anamaria Nesteriuc   | ROU  | 8,07 PB  |
| 2     | Natalia Christofi    | CYP  | 8,10 PB  |
| 3     | Ivana Lončarek       | CRO  | 8,20     |
| 4     | Elisavet Pesiridou   | GRC  | 8,23     |
| 5     | Anja Lukić           | SRB  | 8,25     |
| 6     | Joni Tomičić Prezelj | SVN  | 8,26     |
| 7     | Özge Soylu-Can       | TUR  | 8,38     |
| 8     | Iulia Grigoroiu      | ROU  | 8,39     |

### 4 × 400 m Staffel
| Platz | Land         | Athletin                                                                        | Zeit (min) |
| ----- | ------------ | ------------------------------------------------------------------------------- | ---------- |
| 1     | Slowenien    | Agata Zupin Jerneja Smonkar Veronika Sadek Anita Horvat                         | 3:37,84    |
| 2     | Rumänien     | Sanda Belgyan Cristina Bălan Larisa Talpiș Mirela Lavric                        | 3:45,11    |
| 3     | Türkei       | Ecem Ece Pınar Gülseren Eda Nur Tulum Nevin İnce                                | 3:46,99    |
| 4     | Griechenland | Ekaterini Koutli Maria-Myrta Argyrou Koraini-Anthi Kiriakopoulou Andriana Ferra | 3:50,38    |

### Hochsprung
| Platz | Athletin                  | Land | Höhe (m) |
| ----- | ------------------------- | ---- | -------- |
| 1     | Mirela Demirewa           | BUL  | 1,92     |
| 2     | Marija Vuković            | MNE  | 1,90     |
| 3     | Daniela Stanciu           | ROU  | 1,90 =SB |
| 4     | Lia Apostolovski          | SVN  | 1,88 =PB |
| 5     | Tatiana Gousin            | GRC  | 1,83 =SB |
| 6     | Lara Omerzu               | SVN  | 1,83     |
| 7     | Eleftheria Christogeorgou | GRC  | 1,83     |
| 8     | Buse Savaşkan             | TUR  | 1,80     |

### Stabhochsprung
| Platz | Athletin                        | Land | Höhe (m) |
| ----- | ------------------------------- | ---- | -------- |
| 1     | Eleni-Klaoudia Polak            | GRC  | 4,35     |
| 2     | Buse Arıkazan                   | TUR  | 4,30     |
| 3     | Demet Parlak                    | TUR  | 4,20     |
| 4     | Alina-Amalia Florou-Dimitriadou | GRC  | 4,00 PB  |
| 4     | Elija Valentić                  | CRO  | 4,00     |
| 6     | Valentina Necoară               | ROU  | 3,70     |
| 7     | Andreea Drăgan                  | ROU  | 3,50     |
| 8     | Martina Muraccini               | SMR  | 3,50     |

### Weitsprung
| Platz | Athletin              | Land | Weite (m) |
| ----- | --------------------- | ---- | --------- |
| 1     | Vasiliki Chaitidou    | GRC  | 6,25 PB   |
| 2     | Klara Barnjak         | CRO  | 6,22 SB   |
| 3     | Milena Mitkowa        | BUL  | 6,12      |
| 4     | Diana Ion             | ROU  | 6,07      |
| 5     | Natalia Besi          | GRC  | 5,94      |
| 6     | Yasemin Zehra Börekçi | TUR  | 5,84      |
| 7     | Jana Sargsjan         | ARM  | 5,82      |
| 8     | Joana Hazisllari      | ALB  | 5,75 PB   |

### Dreisprung
| Platz | Athletin          | Land | Weite (m) |
| ----- | ----------------- | ---- | --------- |
| 1     | Tuğba Danışmaz    | TUR  | 14,14 NR  |
| 2     | Neja Filipič      | SVN  | 13,76     |
| 3     | Spyridoula Karydi | GRC  | 13,50     |
| 4     | Paola Borović     | CRO  | 13,48     |
| 5     | Elena Taloș       | ROU  | 13,24     |
| 6     | Gizem Akgöz       | TUR  | 13,15     |
| 7     | Jana Sargsjan     | ARM  | 13,06     |
| 8     | Diana Ion         | ROU  | 13,02     |

### Kugelstoßen
| Platz | Athletin             | Land | Weite (m) |
| ----- | -------------------- | ---- | --------- |
| 1     | Pınar Akyol          | TUR  | 17,44     |
| 2     | Dimitriana Bezede    | MDA  | 17,27     |
| 3     | Aysel Yılmaz         | TUR  | 16,06 PB  |
| 4     | Sopo Schatirischwili | GEO  | 15,58     |
| 5     | Maria Mangoulia      | GRC  | 15,44     |
| 6     | Ioana Țigănașu       | ROU  | 14,22     |

## Medaillenspiegel
| Platz | Land                    |   |   |   |    |
| ----- | ----------------------- | - | - | - | -- |
| 1     | Türkei                  | 7 | 5 | 6 | 18 |
| 2     | Rumänien                | 3 | 2 | 8 | 13 |
| 3     | Slowenien               | 3 | 2 | 1 | 6  |
| 4     | Griechenland            | 2 | 3 | 2 | 7  |
| 5     | Albanien                | 2 | 1 | 0 | 3  |
| 6     | Serbien                 | 1 | 3 | 1 | 5  |
| 7     | Österreich              | 1 | 1 | 3 | 5  |
| 8     | Armenien                | 1 | 1 | 0 | 2  |
| 8     | Zypern                  | 1 | 1 | 0 | 2  |
| 10    | Bulgarien               | 1 | 0 | 1 | 2  |
| 11    | Bosnien und Herzegowina | 1 | 0 | 0 | 1  |
| 11    | Georgien                | 1 | 0 | 0 | 1  |
| 13    | Kroatien                | 0 | 2 | 1 | 3  |
| 14    | Nordmazedonien          | 0 | 1 | 1 | 2  |
| 15    | Moldau                  | 0 | 1 | 0 | 1  |
| 15    | Montenegro              | 0 | 1 | 0 | 1  |